# Ghazi Amanullah Khan Regional One Day Tournament 2024
Das Ghazi Amanullah Khan Regional One Day Tournament 2024 war die siebte Saison des nationalen List-A-Cricket-Wettbewerbes in Afghanistan, der vom 10. bis zum 25. Juli 2024 ausgetragen wurde. Im Finale konnten sich die Hindukush Strikers mit 5 Wickets gegen den Mah-e-Par Stars durchsetzen.

## Format
Die vier Mannschaften spielten in einer Gruppe zweimal gegen jede andere Mannschaft. Für einen Sieg gab es zwei Punkte, für ein Unentschieden oder No Result einen und für eine Niederlage keinen Punkt. Der Gruppenerste und Gruppenzweite bestritten das Finale.

## Resultate
Tabelle
|                    | Sp. | S | N | NR | P  | NRR    |
| ------------------ | --- | - | - | -- | -- | ------ |
| Hindukush Strikers | 6   | 5 | 1 | 0  | 10 | +0.566 |
| Mah-e-Par Stars    | 6   | 4 | 2 | 0  | 8  | +0.148 |
| Pamir Legends      | 6   | 2 | 4 | 0  | 4  | −0.416 |
| Maiwand Champions  | 6   | 1 | 5 | 0  | 2  | −0.274 |

Spiele
| 10. Juli Scorecard | Kundus | Maiwand Champions 276-9 (50)           | – | Pamir Legends 206 (43.5) |
|                    |        | Mainwand Champions gewinnt mit 70 Runs |   |                          |

| 11. Juli Scorecard | Kundus | Mah-e-Par Stars 186 (44.1)               | – | Hindukush Strikers 187-4 (43.3) |
|                    |        | Hindukush Strikers gewinnt mit 6 Wickets |   |                                 |

| 12. Juli Scorecard | Kundus | Pamir Legends 193 (45.2)                 | – | Hindukush Strikers 196-6 (48) |
|                    |        | Hindukush Strikers gewinnt mit 4 Wickets |   |                               |

| 13. Juli Scorecard | Kundus | Maiwand Champions 226 (47.5)          | – | Mah-e-Par Stars 228-9 (49.4) |
|                    |        | Mah-e-Par Stars gewinnt mit 1 Wickets |   |                              |

| 15. Juli Scorecard | Kundus | Maiwand Champions 172 (46.1)             | – | Hindukush Strikers 178-1 (37) |
|                    |        | Hindukush Strikers gewinnt mit 9 Wickets |   |                               |

| 16. Juli Scorecard | Kundus | Pamir Legends 265-7 (50)             | – | Mah-e-Par Stars 268-9 (48.4) |
|                    |        | Mah-e-Par Stars gewinnt mit 1 Wicket |   |                              |

| 17. Juli Scorecard | Kundus | Pamir Legends 254-5 (50)                 | – | Hindukush Strikers 255-2 (36.5) |
|                    |        | Hindukush Strikers gewinnt mit 8 Wickets |   |                                 |

| 18. Juli Scorecard | Kundus | Maiwand Champions 223 (49)            | – | Mah-e-Par Stars 226-5 (49.3) |
|                    |        | Mah-e-Par Stars gewinnt mit 5 Wickets |   |                              |

| 20. Juli Scorecard | Kundus | Pamir Legends 274 (47.3)          | – | Maiwand Champions 240 (46.5) |
|                    |        | Pamir Legends gewinnt mit 34 Runs |   |                              |

| 21. Juli Scorecard | Kundus | Hindukush Strikers 264 (48.4)         | – | Mah-e-Par Stars 265-3 (37.2) |
|                    |        | Mah-e-Par Stars gewinnt mit 7 Wickets |   |                              |

| 22. Juli Scorecard | Kundus | Mah-e-Par Stars 303-7 (50)          | – | Pamir Legends 304-3 (48.4) |
|                    |        | Pamir Legends gewinnt mit 7 Wickets |   |                            |

| 23. Juli Scorecard | Kundus | Hindukush Strikers 278-8 (50)          | – | Maiwand Champions 238 (43.3) |
|                    |        | Hindukush Strikers gewinnt mit 40 Runs |   |                              |

### Finale
| 24. Juli Scorecard | Kundus | Mah-e-Par Stars 307-7 (50)               | – | Hindukush Strikers 309-5 (49.1) |
|                    |        | Hindukush Strikers gewinnt mit 5 Wickets |   |                                 |